# Eilema hybrida
Eilema hybrida är en fjärilsart som beskrevs av De Toulgoët 1956. Eilema hybrida ingår i släktet Eilema och familjen björnspinnare. Inga underarter finns listade i Catalogue of Life.